# Loeselia purpusii
Loeselia purpusii là một loài thực vật có hoa trong họ Polemoniaceae. Loài này được Brandegee mô tả khoa học đầu tiên năm 1909.